# GBU-53/B
Die GBU-53/B StormBreaker ist eine gelenkte Gleitbombe. Sie wird mit dem Zusatz SDB II (Small Diameter Bomb II) versehen, hat aber mit der GBU-39 SDB außer dem Konzept nicht viel zu tun.

## Geschichte und Technik
Ursprünglich gab es das erste Konzept für die Entwicklung der SDB II schon 2005. Es wurden die Projektteams Boeing/Lockheed Martin und Raytheon ausgewählt. Das Verteidigungsministerium entschied sich für den Entwurf von Boeing/Lockheed. Nach Protesten seitens Raytheon über die Vergabepraxis wurde dieser Entwicklungsauftrag im September 2005 zurückgezogen, weil die technischen Daten zugunsten von Boeing/Lockheed durch das Wirken von Darleen A. Druyun verändert wurden. Die Neuausschreibung gewann Raytheon. Das Verteidigungsministerium plant bisher mit Programmkosten von ca. 5,21 Milliarden US-Dollar. Davon entfallen 450,8 Millionen US-Dollar nur für die Entwicklung der GBU-53.
Die GBU-53 ist anders als die GBU-39 in der Lage mobile Ziele, wie zum Beispiel Panzer, auch unter schlechten Witterungsbedingungen zu bekämpfen. Zur Zielortung nutzt sie einen als Tri-Mode (dreifach Modus) bezeichneten Suchkopf. Dieser enthält einen halbaktiven Laser (SAL), ein Millimeterwellen-Radar und ein ungekühltes Imaging-Infrarot-Modul. Der Suchkopf ist keine komplette Neuentwicklung. Er ist ein Derivat des Suchkopfes, welcher in der als XM501 NLOS-LS bezeichneten Boden-Boden-Rakete Verwendung finden sollte. Gelenkt wird die GBU-53 durch Inertiales Navigationssystem (INS) in Verbindung mit einem GPS-Modul. Darüber hinaus ist ein Weapon-Data-Link-Transmitter verbaut. Dadurch ist es möglich, Zieldaten bis zu 38 mal in der Minute über Link-16 zu aktualisieren. Von dem Gesamtgewicht von 93 kg entfallen auf das TacNet etwa 1,82 kg. Wie die GBU-39 nutzt die GBU-53 ausklappbare Flügel, aber in einer konventionell nach hinten gepfeilten Konfiguration. Diese Flügel ermöglichen ihr eine Reichweite von bis zu 74 km, je nach Flughöhe und -geschwindigkeit. Sie werden von MBDA in den USA hergestellt. Der Streukreisradius (CEP) der GBU-53 liegt bei 1–5 m. Es sollen auch kleine und bewegliche Ziele von der Größe eines PKW bekämpft werden können.
Im April 2006 wurden die ersten Technologietests mit einer modifizierten JDAM vorgenommen, die erfolgreich verliefen. Die Tests für den Suchkopf wurden ab 2011 an einer UH-1 Iroquois vorgenommen und erste Testabwürfe von einer F-15E fanden im Mai 2009 statt.
Mit der Produktion der ersten Vorserienmodelle wurde 2013 begonnen. Ab 2019 wurden vorerst 750 GBU-53 für die United States Air Force und 500 für die United States Navy produziert. Später wurden insgesamt 17.000 GBU-53 - 12.000 für die United States Air Force und 5000 für die United States Navy - bestellt. 
Die F-15E Strike Eagle, die mit dem Trägersystem BRU-61 für jeweils vier GBU-53 ausgerüstet werden kann, kann bis zu 28 Stück tragen. Der interne Waffenschacht der senkrecht landenden (STOVL) Lockheed Martin F-35B kann sechs GBU-53 und zwei AIM-120 AMRAAM aufnehmen, während die F-35C acht GBU-53 und zwei AMRAAM aufnehmen kann. Bei der F-22 Raptor sind es ebenfalls acht GBU-53 und zwei AMRAAM. Daneben können auch die F-16 Fighting Falcon sowie die F/A-18E/F Super Hornet die GBU-53 einsetzten.

## Nutzerstaaten
Quellen aus
- Australien
- Deutschland
- Finnland
- Italien
- Norwegen
- Schweiz
- Vereinigte Staaten